# オーベッド・マーシュ
オーベッド・マーシュ (Obed Marsh)は、ハワード・フィリップス・ラヴクラフトによるクトゥルフ神話に登場する架空の人物。
インスマスの交易商人であり、後にダゴン秘密教団を組織した。彼の一族であるマーシュ家は、インスマスを支配するほどの権勢を誇った。
ラブクラフトの小説『インスマスを覆う影』（執筆1931年、発表1936年）において言及されるが、作中時1927年時点では既に故人となっている。深きものどもと交配した一族の重要人物として、たびたびクトゥルフ神話作品にてインスマス、ダゴン秘密教団と共に言及され、マーシュ家の人物も頻出する。
特に注記のない箇所は『インスマスを覆う影』を出典とする。

## マーシュ家
オーベッドを中興の祖として繁栄したインスマスの名門一族。実態は、深きものどもと契約し、ダゴン秘密教団の祭司を務める。
オーベッド船長と船員幹部の、マーシュ家、ウェイト家、ギルマン家、エリオット家がインスマス四名家。
オーベッド・マーシュ (Obed Marsh)
バーナード・マーシュ老の祖父。最終的には、『インスマスを覆う影』の主人公の4代前の先祖と判明する。
1812年の米英戦争の不況下でも各地を航海した野心家の船長だった。ポリネシアの「深きものども」を崇拝するカナカイ族と交流があり、1838年に島を再訪したとき島民が全滅しているのを発見した。このとき、ダゴンを呼び出す祭具や儀式に関する知識を得た彼は、インスマス沖の悪魔の岩礁で儀式を執り行ってそいつらと契約を結ぶ。黄金（正確には、金に似た金属）の装飾品や豊漁と引き換えに深きものどもとの契約によって住民と彼らを交配させることになり、オーベッドも深きものを後妻に娶ることになる。人間の妻との間に息子オネシフォラスと3人の娘がおり、人外の妻プトトヤ・ライとの間にも3人の子供が産まれた。1840年にダゴン秘密教団が設立されたが1846年に町の行方不明者が多過ぎるとして反対派の住民が船長や教団幹部を拘束した。この時、海から深きものどもが上陸し、反対派を虐殺してオーベッドを解放し、町を占領した。1878年没。
『インスマウスの影』の限りにおいて、オーベッド船長は人間であり、後妻と子孫が人外である。後続作品ではオーベッドを人外とする例もあり、オーベッドが人外に変異した、またはオーベッドより前の代から人外との接触があった等の理由付けがなされる。

### 深きものの血縁
プトトヤ・ライ (Pth'thya-l'yi)
オーベッドの2人目の妻。海底都市イハ＝ンスレイ（Y'ha-nthlei）からやって来た人外。8万年生きているとされる。オーベッドとの間に3人の子供を儲けた。2人は行方不明になり（≒海へ行った）、残る1人がアーカムのベンジャミン・オーンと結婚した。
日本語版では、ス・スヤ・ルアイとなっているものもある。
オーベッドの娘
オーベッドとプトトヤ・ライの娘。フランスに留学して教育を受けた。南北戦争の後に帰国し、ベンジャミン・オーンと結婚する。自分の一族について何も知らされておらず、最終的には病で世を去る。
イライザ・オーン
オーベッドの孫娘。父親は人間（ベンジャミン・オーン）。オハイオのジェイムズ・ウィリアムスと結婚し、3人の子供を作った。
「インスマスを覆う影」の主人公の祖母である。風変わりな容姿や言動が、主人公含め一族でも気味悪がられていた。最終的には海へ帰る。
ダグラス・ウィリアムス
イライザの息子の一人。イライザに良く似ていたと言われる。一族について調べ、真相を知り自殺する。
ウォルター・ウィリアムス
イライザの息子の一人。ローレンスの父。
ローレンス・ウィリアムス
イライザの孫の一人。ウォルター・ウィリアムスの息子で、「インスマスを覆う影」の主人公の従弟にあたる。体調不調を訴えて入院中。
インスマスを覆う影の主人公
オーベッドの玄孫であり、イライザの孫。ラブクラフトの小説『インスマスを覆う影』の語り手となる主観人物。
作中において名前が明かされていないが、ラヴクラフトの覚書によると名前はロバート・オルムステッド。あるいは、ウィリアムスという名前が当てられることがある。
古い街並みを見たいとインスマスを観光で訪れ、恐怖の体験をする。生還した後、自分の家系を調べるうちに自分が船長の子孫でさらに人外の血を引いていることを知る。
バーナード・マーシュ (Barnabas Marsh)
「インスマスを覆う影」1927年時点での当主。マーシュ老と呼ばれるインスマスの有力者。オーベッドの「人間側の」息子オネシフォラスと、深きものどもの女性の間に生まれた混血児。
金の精錬所を経営しており、カーテン付きの車で外出する。もともとあったキリスト教会の建物をダゴン秘密教団の集会場として利用している。既にインスマス顔の特徴が表れており、まぶたを閉じることができないと言われている。1927年の政府の手入れによって殺される。
子供や孫が何人もいる。作品によっては、生きながらえて登場するものもある。

### 人間の姻戚
ベンジャミン・オーン
アーカム出身。オーベッドとプトトヤ・ライの娘と結婚した。「インスマスを覆う影」の主人公の3代前の先祖。
ジェイムズ・ウィリアムス
オハイオ州出身。イライザと結婚した。「インスマスを覆う影」の主人公の2代前の先祖（祖父）。

### インスマウスの影における家系図
| Color key: | 深きものども | 人間 | 混血 |

|                          |                          | プトトヤ・ライ           | プトトヤ・ライ           | プトトヤ・ライ           | プトトヤ・ライ           | プトトヤ・ライ | プトトヤ・ライ |                      |                      |                      |                      |                      |                      |                  |                  |                  |                  |      |      | オーベッド・マーシュ | オーベッド・マーシュ | オーベッド・マーシュ | オーベッド・マーシュ | オーベッド・マーシュ     | オーベッド・マーシュ     |                          |                          |                          |                          |                          |                          |                          |                          |      |      | 女性 | 女性 | 女性 | 女性 | 女性    | 女性    |         |         |         |         |  |  |
|                          |                          | プトトヤ・ライ           | プトトヤ・ライ           | プトトヤ・ライ           | プトトヤ・ライ           | プトトヤ・ライ | プトトヤ・ライ |                      |                      |                      |                      |                      |                      |                  |                  |                  |                  |      |      | オーベッド・マーシュ | オーベッド・マーシュ | オーベッド・マーシュ | オーベッド・マーシュ | オーベッド・マーシュ     | オーベッド・マーシュ     |                          |                          |                          |                          |                          |                          |                          |                          |      |      | 女性 | 女性 | 女性 | 女性 | 女性    | 女性    |         |         |         |         |  |  |
|                          |                          |                          |                          |                          |                          |                |                |                      |                      |                      |                      |                      |                      |                  |                  |                  |                  |      |      |                      |                      |                      |                      |                          |                          |                          |                          |                          |                          |                          |                          |                          |                          |      |      |      |      |      |      |         |         |         |         |         |         |  |  |
|                          |                          |                          |                          |                          |                          |                |                |                      |                      |                      |                      |                      |                      |                  |                  |                  |                  |      |      |                      |                      |                      |                      |                          |                          |                          |                          |                          |                          |                          |                          |                          |                          |      |      |      |      |      |      |         |         |         |         |         |         |  |  |
| 子供2人                  | 子供2人                  | 子供2人                  | 子供2人                  | 子供2人                  | 子供2人                  |                |                | ベンジャミン・オーン | ベンジャミン・オーン | ベンジャミン・オーン | ベンジャミン・オーン | ベンジャミン・オーン | ベンジャミン・オーン |                  |                  | 女性             | 女性             | 女性 | 女性 | 女性                 | 女性                 |                      |                      | オネシフォラス・マーシュ | オネシフォラス・マーシュ | オネシフォラス・マーシュ | オネシフォラス・マーシュ | オネシフォラス・マーシュ | オネシフォラス・マーシュ |                          |                          | 女性                     | 女性                     | 女性 | 女性 | 女性 | 女性 |      |      | 女性3人 | 女性3人 | 女性3人 | 女性3人 | 女性3人 | 女性3人 |  |  |
| 子供2人                  | 子供2人                  | 子供2人                  | 子供2人                  | 子供2人                  | 子供2人                  |                |                | ベンジャミン・オーン | ベンジャミン・オーン | ベンジャミン・オーン | ベンジャミン・オーン | ベンジャミン・オーン | ベンジャミン・オーン |                  |                  | 女性             | 女性             | 女性 | 女性 | 女性                 | 女性                 |                      |                      | オネシフォラス・マーシュ | オネシフォラス・マーシュ | オネシフォラス・マーシュ | オネシフォラス・マーシュ | オネシフォラス・マーシュ | オネシフォラス・マーシュ |                          |                          | 女性                     | 女性                     | 女性 | 女性 | 女性 | 女性 |      |      | 女性3人 | 女性3人 | 女性3人 | 女性3人 | 女性3人 | 女性3人 |  |  |
|                          |                          |                          |                          |                          |                          |                |                |                      |                      |                      |                      |                      |                      |                  |                  |                  |                  |      |      |                      |                      |                      |                      |                          |                          |                          |                          |                          |                          |                          |                          |                          |                          |      |      |      |      |      |      |         |         |         |         |         |         |  |  |
| ジェイムズ・ウィリアムス | ジェイムズ・ウィリアムス | ジェイムズ・ウィリアムス | ジェイムズ・ウィリアムス | ジェイムズ・ウィリアムス | ジェイムズ・ウィリアムス |                |                |                      |                      |                      |                      | イライザ・オーン     | イライザ・オーン     | イライザ・オーン | イライザ・オーン | イライザ・オーン | イライザ・オーン |      |      |                      |                      |                      |                      |                          |                          |                          |                          | バーナード・マーシュ     | バーナード・マーシュ     | バーナード・マーシュ     | バーナード・マーシュ     | バーナード・マーシュ     | バーナード・マーシュ     |      |      | 女性 | 女性 | 女性 | 女性 | 女性    | 女性    |         |         |         |         |  |  |
| ジェイムズ・ウィリアムス | ジェイムズ・ウィリアムス | ジェイムズ・ウィリアムス | ジェイムズ・ウィリアムス | ジェイムズ・ウィリアムス | ジェイムズ・ウィリアムス |                |                |                      |                      |                      |                      | イライザ・オーン     | イライザ・オーン     | イライザ・オーン | イライザ・オーン | イライザ・オーン | イライザ・オーン |      |      |                      |                      |                      |                      |                          |                          |                          |                          | バーナード・マーシュ     | バーナード・マーシュ     | バーナード・マーシュ     | バーナード・マーシュ     | バーナード・マーシュ     | バーナード・マーシュ     |      |      | 女性 | 女性 | 女性 | 女性 | 女性    | 女性    |         |         |         |         |  |  |
|                          |                          |                          |                          |                          |                          |                |                |                      |                      |                      |                      |                      |                      |                  |                  |                  |                  |      |      |                      |                      |                      |                      |                          |                          |                          |                          |                          |                          |                          |                          |                          |                          |      |      |      |      |      |      |         |         |         |         |         |         |  |  |
|                          |                          |                          |                          |                          |                          |                |                |                      |                      |                      |                      |                      |                      |                  |                  |                  |                  |      |      |                      |                      |                      |                      |                          |                          |                          |                          |                          |                          |                          |                          |                          |                          |      |      |      |      |      |      |         |         |         |         |         |         |  |  |
| ダグラス・ウィリアムス   | ダグラス・ウィリアムス   | ダグラス・ウィリアムス   | ダグラス・ウィリアムス   | ダグラス・ウィリアムス   | ダグラス・ウィリアムス   |                |                | 男性                 | 男性                 | 男性                 | 男性                 | 男性                 | 男性                 |                  |                  | 女性             | 女性             | 女性 | 女性 | 女性                 | 女性                 |                      |                      | ウォルター・ウィリアムス | ウォルター・ウィリアムス | ウォルター・ウィリアムス | ウォルター・ウィリアムス | ウォルター・ウィリアムス | ウォルター・ウィリアムス |                          |                          | 女性                     | 女性                     | 女性 | 女性 | 女性 | 女性 |      |      |         |         |         |         |         |         |  |  |
| ダグラス・ウィリアムス   | ダグラス・ウィリアムス   | ダグラス・ウィリアムス   | ダグラス・ウィリアムス   | ダグラス・ウィリアムス   | ダグラス・ウィリアムス   |                |                | 男性                 | 男性                 | 男性                 | 男性                 | 男性                 | 男性                 |                  |                  | 女性             | 女性             | 女性 | 女性 | 女性                 | 女性                 |                      |                      | ウォルター・ウィリアムス | ウォルター・ウィリアムス | ウォルター・ウィリアムス | ウォルター・ウィリアムス | ウォルター・ウィリアムス | ウォルター・ウィリアムス |                          |                          | 女性                     | 女性                     | 女性 | 女性 | 女性 | 女性 |      |      |         |         |         |         |         |         |  |  |
|                          |                          |                          |                          |                          |                          |                |                |                      |                      |                      |                      |                      |                      |                  |                  |                  |                  |      |      |                      |                      |                      |                      |                          |                          |                          |                          |                          |                          |                          |                          |                          |                          |      |      |      |      |      |      |         |         |         |         |         |         |  |  |
|                          |                          |                          |                          |                          |                          |                |                |                      |                      |                      |                      | 「私」               | 「私」               | 「私」           | 「私」           | 「私」           | 「私」           |      |      |                      |                      |                      |                      |                          |                          |                          |                          | ローレンス・ウィリアムス | ローレンス・ウィリアムス | ローレンス・ウィリアムス | ローレンス・ウィリアムス | ローレンス・ウィリアムス | ローレンス・ウィリアムス |      |      |      |      |      |      |         |         |         |         |         |         |  |  |

### 後続作品
エイハブ・マーシュ
オーガスト・ダーレスの『永劫の探究』に登場。1940年時点でのマーシュ家の当主。潰れかけていたインスマスを再興した。家系図に存在しない人物。遠縁と自称していたが、正体は海からやって来た人外、深きものどものひとり。敵対するエイベル・キーン達に殺される。
セス・ビショップ
ダーレス『谷間の家』に登場。ダニッチの妖術師ビショップ家の末裔で、マーシュ家の血も引く。アイルズベリイ郊外に住み、妖術を用いて深きものどもとクトゥルフに奉仕する。
オーベッド・マーシュ店主
ダーレス『谷間の家』に登場。アイルズベリイの雑貨店主。オーベッド船長と同名。怪しい人物だが、背景は不明。セス・ビショップの関連人物。
オバディア・マーシュ
ダーレス『ルルイエの印』に登場。オーベッドよりも前時代の人物で、深きものどもと婚姻をした。腹心はサイラス・フィリップス。
アダ・マーシュ
ダーレス『ルルイエの印』に登場。オバディア（オーベッド）の子孫。1947年ごろに25歳。
ラルサ・ウェイトリー（ラルサ2世、ラルサ・ジュニア）
ダーレス『閉ざされた部屋』に登場。オーベッドの曾孫ラルサと、ウェイトリー家の傍系の女性との子供。
ジャニス・マーシュ
ジャック・ヨーヴィル（キム・ニューマンの別名義）『大物』に登場。オーベッドの子孫。女優・ダゴン秘密教団指導者。
アブナー・エゼキエル・ホーグ
カーター『墳墓に棲みつくもの』『Dreams from R'yeh』（未訳）に登場。アーカムの船乗り。1734年にポナペから「ポナペ経典」を持ち帰る。
オーベッドの娘婿とする説明もあるが、年代が合わない。そのため1800年代を生きたオーベッド・マーシュ船長に、同名の先祖がいた可能性もある。あるいは単にカーターの設定ミスとも。
グレゴリー・マーシュ
ジョゼフ・S・パルヴァー『Nightmare’s Disciple』（未訳）に登場。オーベッド船長の子孫。殺人鬼。カソグサに生贄を捧げる。
『妖神グルメ』のマーシュ氏
オーストラリアの富豪・海運業者。

### インスマス四名家
マット・エリオット
エリオット家。オーベッド船長の腹心・航海士。ダゴン信仰に批判的だったために、オーベッド派に消された。
ギルマン・ハウスの経営者
ギルマン家。インスマス唯一のホテル、ギルマン・ハウスを経営。
エフレイム・ウェイト
ウェイト家。妖術師。『戸口にあらわれたもの』に登場。

## ダゴン秘密教団

### 設定
カナカイ人たちがオーベッドに教えた宗教で、「父なるダゴンと母なるヒュドラ」を崇拝する「深きものども」との交配を契約する。インスマス中央部にあるニューチャーチ・グリーン広場のフリーメーソン会館をオーベッドが買い取り、ダゴン秘密教団の拠点に作り変えた。
ダゴンは、ルルイエに眠るクトゥルフに仕える眷属とされている。配下の深きものどもや教団は、クトゥルフの復活を早めるべく活動する。ダゴンより上位のクトゥルフの一族も奉仕対象とする。四大霊では水。
ダゴンは聖書時代イスラエルの異教の神（士師記16章にて、ペリシテ人が信仰すると記録される、半人半魚の神）と同名であり、数千年前の中東に既に父なるダゴンの影響があったことが示唆されている。

### ダゴンとの3つの誓い
原作の小説にて3つあることは判明しているが、詳細はぼかされている。インスマスの実情を知ってしまったある町民は、第一と第二の誓いを立てることで殺されずに許されている。
以下、初出不明。
1. 教団に危害を加えぬこと。
2. 教団の計画に対して金銭や労働力によって協力し、いつ、いかなる命令にも応じるために用意すること。
3. 深きものどもとの間に子供をもうけること。

ゲーム『Call of Cthulhu: Dark Corners of the Earth』（2005）では、誓いは、段階的に上がるとされた。1846年の事件により住民全員が第一の誓いに進み、何らかの理由で第二の誓いに進む。第二の誓いを守らなかった場合、第三の誓いを立てることになる。オーベッドも住民の反乱を招いて深きものどもに救出されたことで”貸し”を作ったと見做され、深きものどもの雌と結婚させられた。

### 活動地
インスマスの他に世界各地に拠点があるとされる。太平洋のポナペ諸島、ポリネシア諸島、タヒチや西インド諸島、インボッカ、日本でも地方によって「だごん様」として崇拝されている。またインスマスの沖に海底都市イハ＝ンスレイがある。ポナペの沖にはルルイエがあるとも言われる。